# New Territory, Texas
New Territory là một nơi ấn định cho điều tra dân số (CDP) thuộc quận Fort Bend, tiểu bang Texas, Hoa Kỳ. Năm 2010, dân số của nơi này là 15186 người.

## Dân số
- Dân số năm 2000: 13861 người.
- Dân số năm 2010: 15186 người.